# 오라스콤 그룹
오라스콤 그룹(Orascom)은 이집트의 사업가인 온시 사위리스가 1950년에 설립한 이집트의 비즈니스 그룹이다.

## 개요
철도 및 내비게이션 계약에서 사업 활동까지의 포트폴리오를 보유하고 있으며 전기 통신과 정보 기술, 통신망 주식을 대량 보유하고 있다. 아랍권에서는 4번째로 큰 큐모의 회사이며 이집트 최대의 재벌이다. 매년 30억 달러 이상의 자금을 투자하고 있으며 연간 10억 달러 이상의 매출을 기록하고 있다.

## 조선민주주의인민공화국과의 관계
오라스콤은 4년 동안 4억 달러를 투자하는 조건으로 조선민주주의인민공화국의 이동통신 사업권을 따냈다. 2008년 오라스콤이 전체 지분의 75%, 조선민주주의인민공화국 체신성이 전체 지분의 25%를 투자하여 고려링크를 설립했고 조선민주주의인민공화국 내에서 이동통신 사업을 시작했다. 최근에는 조선민주주의인민공화국 평양직할시에 위치한 류경호텔의 공사를 진행하고 있다. 2009년 나기브 사위리스 회장은 대규모 투자를 단행한공로를 인정받아 북한 당국으로부터 훈장도 받았다.

## 오라스콤 그룹의 계열사
- 오라스콤 건설 산업
- 오라스콤 텔레콤
- 오라스콤 호텔 개발
- 오라스콤 기술 솔루션

## 같이 보기
- 평화자동차